# Won Ok-Im
Won Ok-Im (en coreano: 원옥임; 9 de noviembre de 1986) es una deportista norcoreana que compitió en judo.
Participó en los Juegos Olímpicos de Pekín 2008, obteniendo una medalla de bronce en la categoría de –63 kg. En los Juegos Asiáticos de 2006 consiguió una medalla de bronce.
Ganó una medalla de bronce en el Campeonato Asiático de Judo de 2008.

## Palmarés internacional
| Juegos Olímpicos    | Juegos Olímpicos     | Juegos Olímpicos  | Juegos Olímpicos |
| Año                 | Lugar                | Medalla           | Categoría        |
| ------------------- | -------------------- | ----------------- | ---------------- |
| 2008                | Pekín (China)        | Medalla de bronce | –63 kg           |
| Juegos Asiáticos    |                      |                   |                  |
| Año                 | Lugar                | Medalla           | Categoría        |
| 2006                | Doha (Catar)         | Medalla de bronce | –63 kg           |
| Campeonato Asiático |                      |                   |                  |
| Año                 | Lugar                | Medalla           | Categoría        |
| 2008                | Jeju (Corea del Sur) | Medalla de bronce | –63 kg           |